# Vestfjorden
El Vestfjord és una àrea del mar de Noruega, el nom del qual significa literalment "el fiord de l'oest". És anomenat fiord perquè no deixa de ser un braç de mar si bé molt ample i obert entre l'arxipèlag de les Lofoten i el districte de Saltdal de la Noruega continental. Es troba al nord-oest de la ciutat de Bodø. El terme fiord (del nòrdic antic fjördr) també s'utilitza a les llengües escandinaves occidentals per a referir-se a les masses d'aigua, a diferència de l'anglès o el català, que més aviat aquest terme es designa a braços estrets de mar.
Vestfjord és famós per la seva pesca del bacallà, que va ser explotada a l'època medieval primerenca. Més recentment, la invasió a l'hivern d'orques a les parts interiors del Vestfjord s'ha convertit en una atracció turística. Els forts vents no són infreqüents a Vestfjord a l'hivern.

## Galeria

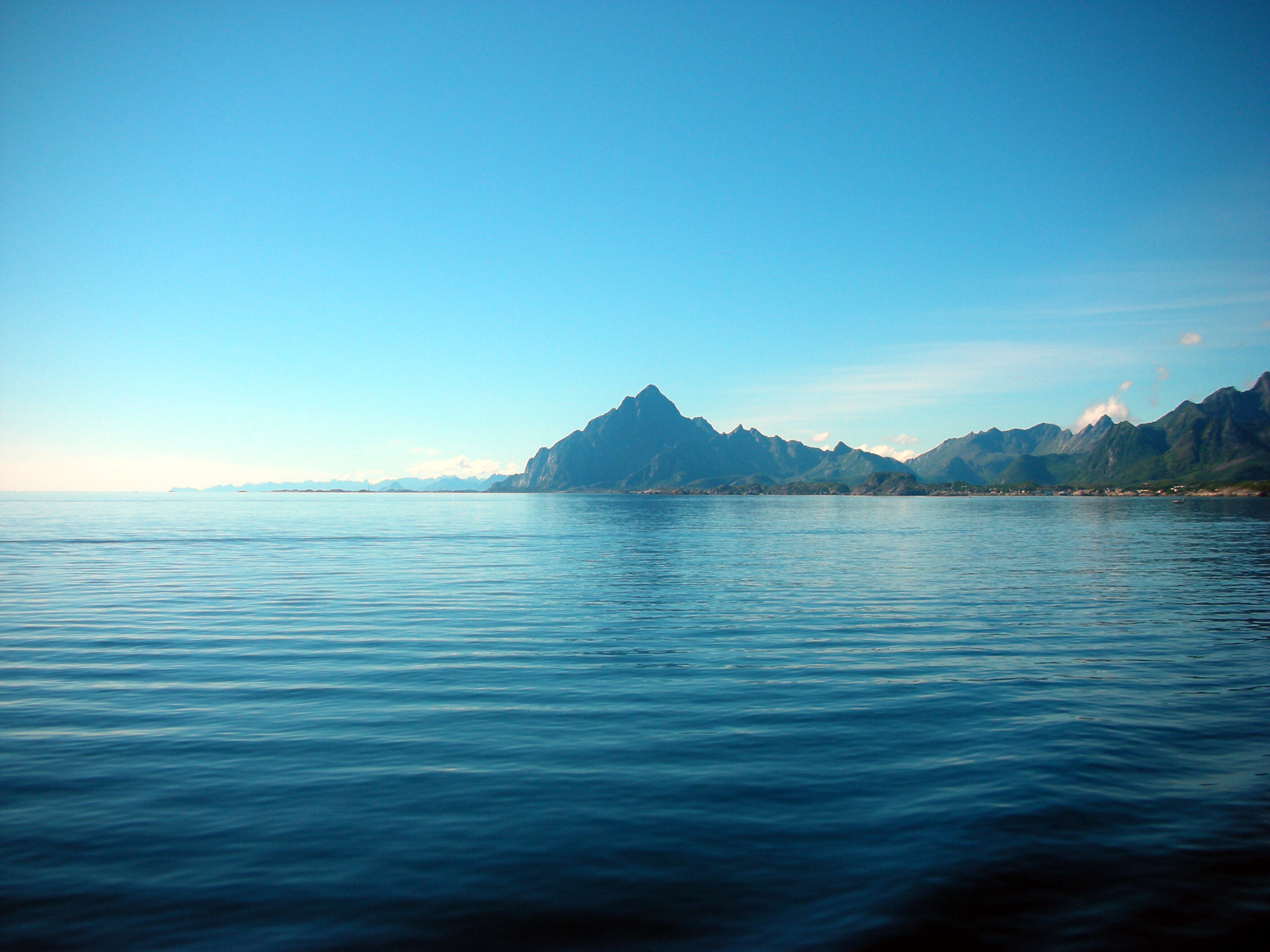
La muntanya Vågakallen a l'arxipèlag de les Lofoten, vist des de l'est.
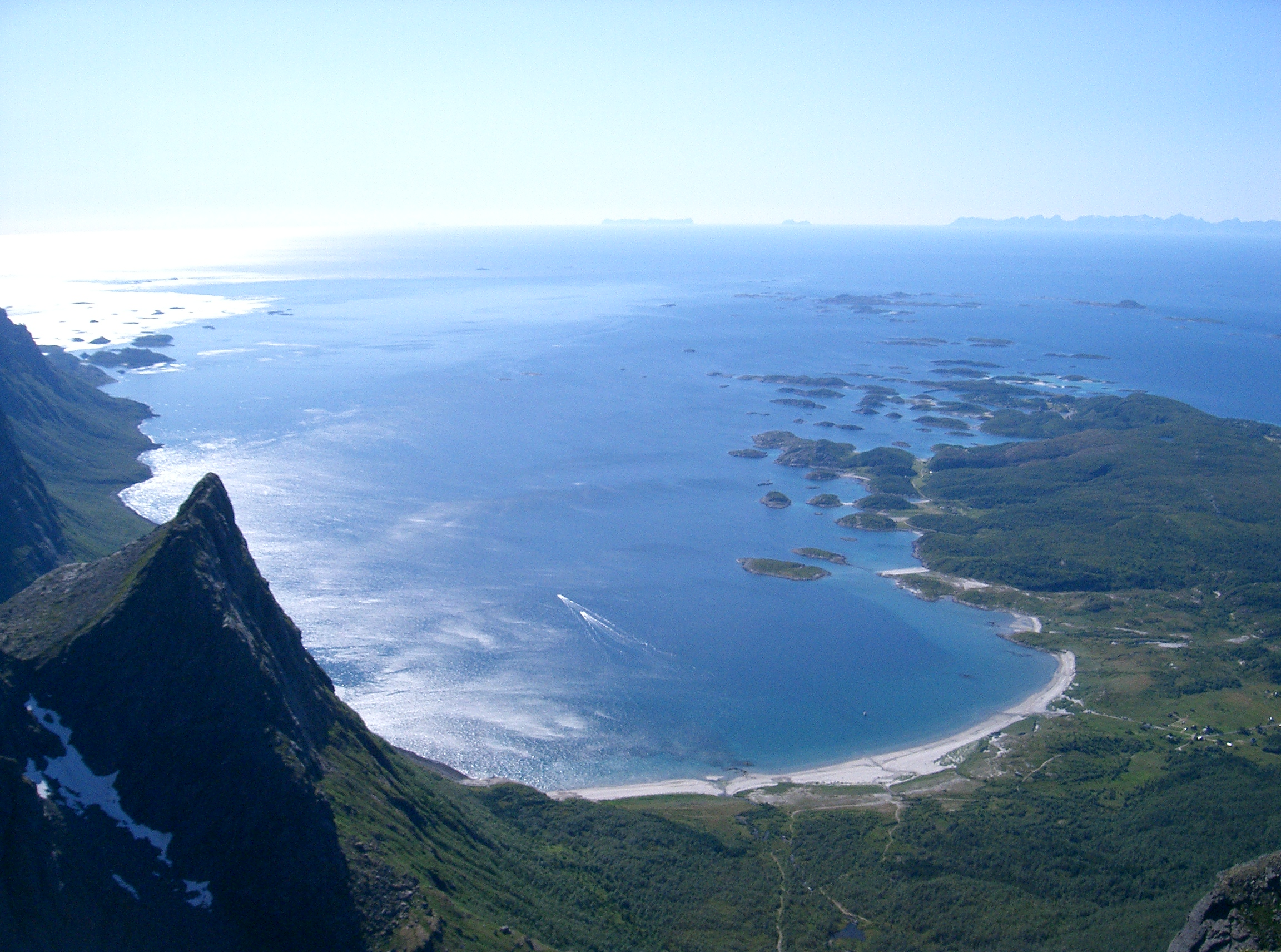
El Vestfjord vist des d'una muntanya de Steigen
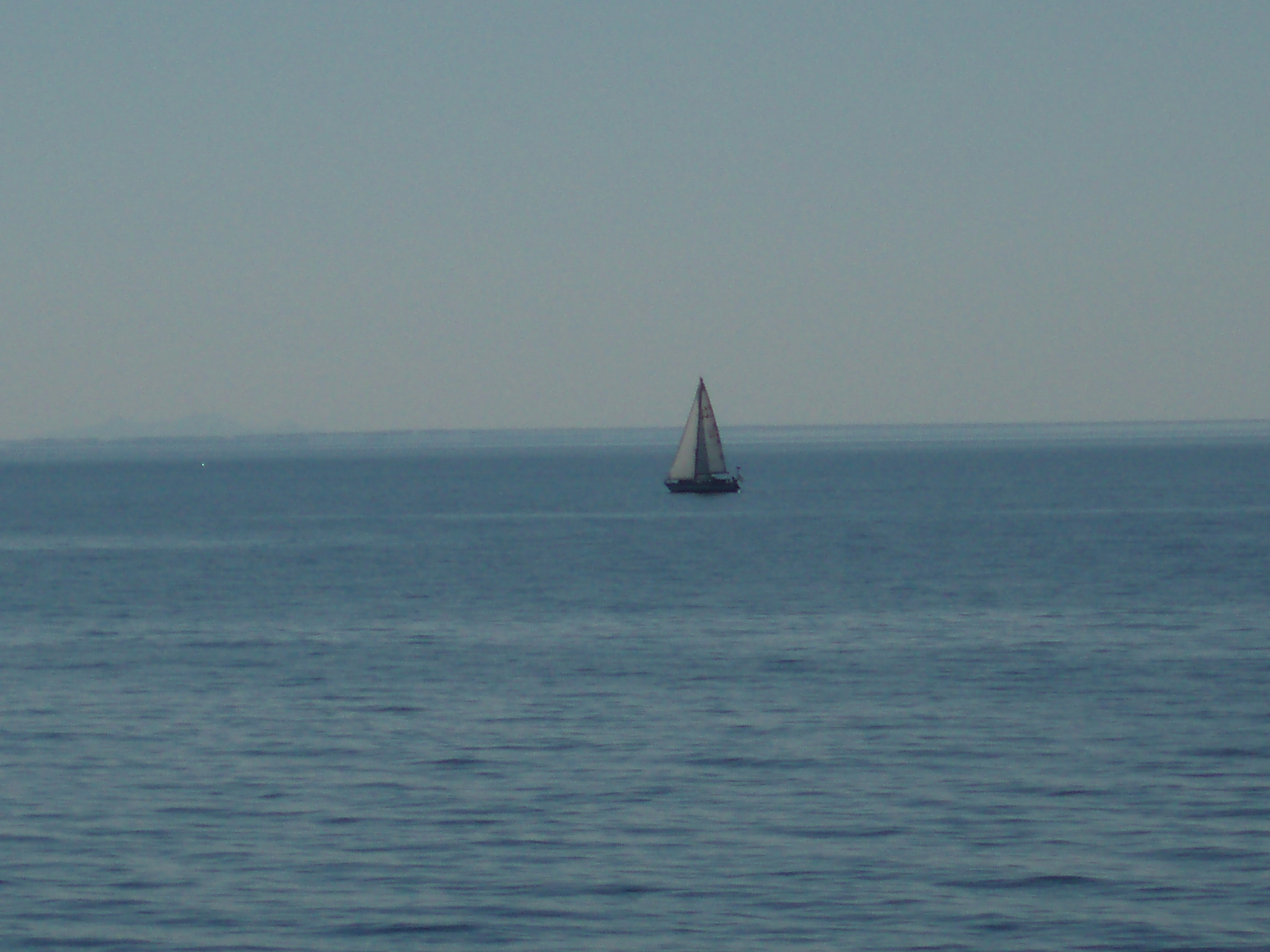
Un dia tranquil d'estiu al Vestfjord